# Yangquan
Yangquan, tidigare romaniserat Yangchüan, är en stad på prefekturnivå i Shanxi-provinsen i norra Kina. Den ligger omkring 86 kilometer öster om provinshuvudstaden Taiyuan. 

## Administrativ indelning
Yangquan indelas i tre distrikt och två härad:
- Stadsdistriktet Chengqu (城区, "innerstaden"), 19 km², cirka 210 000 invånare, centrum, säte för stadsfullmäktige;
- Gruvdistriktet Kuang (矿区, "gruvdistriktet"), 10 km², cirka 220 000 invånare;
- Förortsdistriktet Jiao (郊区, "förstaden"), 633 km², cirka 220 000 invånare;
- Häradet Pingding (平定县), 1 350 km², cirka 320 000 invånare;
- Häradet Yu (盂县), 2 439 km², cirka 290 000 invånare.

## Klimat
Genomsnittlig årsnederbörd är 682 millimeter. Den regnigaste månaden är juli, med i genomsnitt 213 mm nederbörd, och den torraste är december, med 5 mm nederbörd.